# طرخشقون إكليلي
طرخشقون إكليلي (الاسم العلمي:Taraxacum coronatum) هو نوع من النباتات يتبع جنس الطرخشقون من الفصيلة النجمية.